# Анастасия Николаевна
Анастаси́я Никола́евна (Рома́нова) (18 июня 1901, Петергоф, Санкт-Петербургская губерния — 17 июля 1918[…], Дом Ипатьева, Пермская губерния) — великая княжна, четвёртая дочь императора Николая II и Александры Фёдоровны. Расстреляна вместе с семьёй в доме Ипатьева.
После её смерти около 30 женщин объявляли себя «чудом спасшейся великой княжной», но все рано или поздно были разоблачены как самозванки. Прославлена вместе с родителями, сёстрами и братом в соборе новомучеников Российских как страстотерпица на юбилейном Архиерейском соборе Русской православной церкви в августе 2000 года. Ранее, в 1981 году, они же были канонизированы Русской православной церковью за рубежом. Память — 4 июля по юлианскому календарю.

## Биография

### Рождение

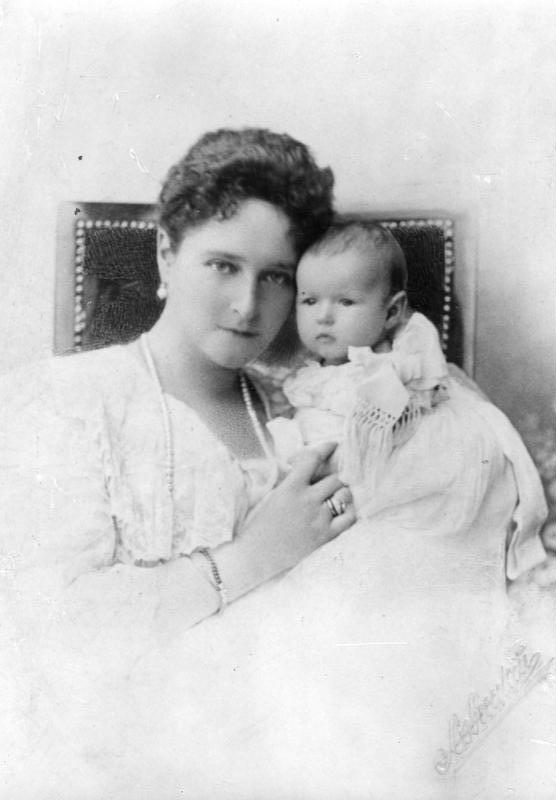
Царица Александра Федоровна с великой княжной Анастасией Николаевной, Петергоф, 1901 г.

Родилась 5 (18) июня 1901 в Петергофе. К моменту её появления у царской четы были уже три дочери — Ольга, Татьяна и Мария. Отсутствие наследника накаляло политическую обстановку: согласно Акту о престолонаследии, принятому Павлом I, женщина могла взойти на престол лишь после пресечения всех мужских линий правящей династии (полусалическое наследование), поэтому наследником считался младший брат Николая II Михаил Александрович, что не устраивало многих, и в первую очередь — императрицу Александру Фёдоровну. В попытках вымолить у Бога сына, в это время она всё более и более погружается в мистицизм. Ко двору при содействии черногорских принцесс Милицы Николаевны и Анастасии Николаевны прибыл некий Филипп, француз по национальности, объявивший себя гипнотизёром и специалистом по нервным заболеваниям. Филипп предсказал Александре Фёдоровне рождение сына, однако на свет появилась девочка — Анастасия.
Николай записал в своём дневнике:
Около 3 часов у Аликс начались сильные боли. В 4 часа я встал и пошёл к себе и оделся. Ровно в 6 утра родилась дочка Анастасия. Всё свершилось при отличных условиях скоро и, слава Богу, без осложнений. Благодаря тому, что всё началось и кончилось, пока все ещё спали, у нас обоих было чувство спокойствия и уединения! После этого засел за писание телеграмм и оповещение родственников во все концы света. К счастью, Аликс чувствует себя хорошо. Малышка весит 11½ фунта и рост имеет в 55 см.
Запись в дневнике императора противоречит утверждениям некоторых исследователей, считающих, что разочарованный рождением дочери Николай долгое время не решался навестить новорожденную и жену.
Великая княгиня Ксения, сестра правящего императора, также отметила это событие:
Какое разочарование! 4-я девочка! Её назвали Анастасия. Мама мне телеграфировала о том же и пишет: «Аликс опять родила дочь!»
Великая княжна была названа в честь черногорской принцессы Анастасии Николаевны, близкой подруги императрицы. «Гипнотизёр» Филипп, не растерявшись после неудавшегося пророчества, немедленно предсказал ей «удивительную жизнь и особую судьбу».
Маргарет Игер, автор мемуаров «Шесть лет при русском императорском дворе», вспоминала, что Анастасия была названа в честь того, что император помиловал и восстановил в правах студентов Санкт-Петербургского университета, принимавших участие в недавних волнениях, так как само имя «Анастасия» значит «возвращённая к жизни», на изображении этой святой обычно присутствуют цепи, разорванные пополам.

### Детство

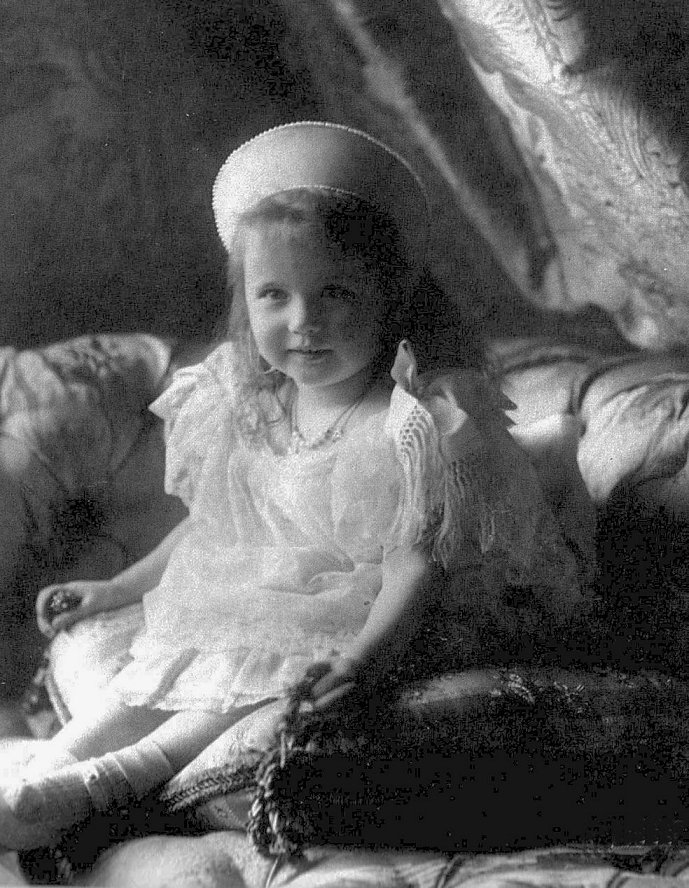
Великая княжна Анастасия в возрасте трёх лет. В руке она держит сумочку, подаренную ей корлевой Нидерландов, Вильгельминой

Полный титул Анастасии Николаевны звучал как Её императорское высочество великая княжна российская Анастасия Николаевна, однако им не пользовались, в официальной речи называя её по имени и отчеству, а дома звали «маленькой, Настаськой, Настей, кубышкой» — за небольшой рост (156 см) и кругленькую фигуру и «швыбзиком» — за подвижность и неистощимость в изобретении шалостей и проказ.
По воспоминаниям современников, детей императора не баловали роскошью. Анастасия делила комнату со старшей сестрой Марией. Стены комнаты были серыми, потолок украшен изображениями бабочек. На стенах — иконы и фотографии. Мебель выдержана в белых и зеленых тонах, обстановка простая, почти спартанская, кушетка с вышитыми подушечками, и армейская койка, на которой великая княжна спала круглый год. Эта койка двигалась по комнате, чтобы зимой оказаться в более освещённой и тёплой части комнаты, а летом иногда вытаскивалась даже на балкон, чтобы можно было отдохнуть от духоты и жары. Эту же койку брали с собой на каникулы в Ливадийский дворец, на ней же Великая княжна спала во время сибирской ссылки. Одна большая комната по соседству, разделённая занавеской пополам, служила великим княжнам общим будуаром и ванной.
Жизнь великих княжон была достаточно однообразной. Завтрак в 9 часов, второй завтрак — в 13:00 или в 12:30 по воскресеньям. В пять часов — чай, в восемь — общий ужин, причём, еда была достаточно простой и непритязательной. По вечерам девочки решали шарады и занимались вышиванием, в то время как отец читал им вслух.
Рано утром полагалось принимать холодную ванну, вечером — тёплую, в которую добавлялось несколько капель духов, причём Анастасия предпочитала духи Коти с запахом фиалок. Эта традиция сохранилась со времени Екатерины I. Когда девочки были малы, ведра с водой носила в ванную прислуга, когда они подросли — это вменялось в обязанность им самим. Ванн было две — первая большая, оставшаяся со времени царствования Николая I (по сохранившейся традиции все, кто мылись в ней, оставляли на бортике свой автограф), другая — меньшего размера — предназначалась для детей.
Воскресений ждали с особенным нетерпением — в этот день великие княжны посещали детские балы у своей тёти — Ольги Александровны. Особенно интересен был вечер, когда Анастасии позволяли танцевать с молодыми офицерами.
Девочки наслаждались каждой минутой, вспоминала великая княгиня Ольга Александровна. — Особенно радовалась моя милая крестница Анастасия, поверьте, я до сих пор слышу, как звенит в комнатах её смех. Танцы, музыка, шарады — она погружалась в них с головой.

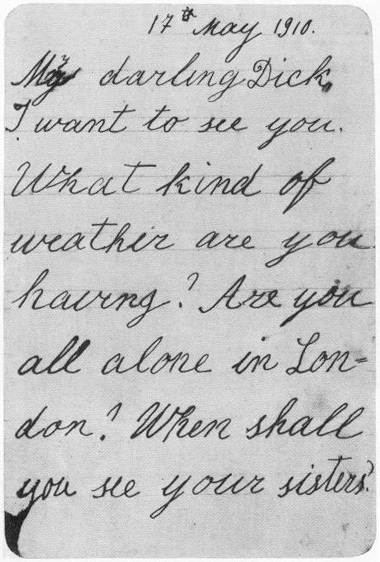
Письмо великой княжны Анастасии двоюродному брату Дику: «17 мая 1910. Дорогой мой Дик. Мне хочется с тобой увидеться. Какая у вас сейчас погода? Ты сейчас в Лондоне совсем один? Когда у тебя получится встретиться со своими сёстрами?»

Как и другие дети императора, Анастасия получила домашнее образование. Обучение началось в восьмилетнем возрасте, в программу входили французский, английский и немецкий языки, история, география, Закон Божий, естественные науки, рисование, грамматика, арифметика, а также танцы и музыка. Прилежанием в учёбе Анастасия не отличалась, она терпеть не могла грамматику, писала с ужасающими ошибками, а арифметику с детской непосредственностью именовала «свинством». Преподаватель английского языка Сидней Гиббс вспоминал, что однажды она пыталась подкупить его букетом цветов, чтобы повысить оценку, а после его отказа отдала эти цветы учителю русского языка — Петру Васильевичу Петрову.
В основном семья жила в Александровском дворце, занимая только часть из нескольких десятков комнат. Иногда переезжали в Зимний дворец, при том, что он был очень большим и холодным, девочки Татьяна и Анастасия здесь часто болели.
В середине июня семья отправлялась в путешествия на императорской яхте «Штандарт», обычно — по финским шхерам, высаживаясь время от времени на острова для коротких экскурсий. Особенно императорской семье полюбилась небольшая бухта, которую окрестили Бухтой Штандарта. В ней устраивали пикники или играли в теннис на корте, который император устроил собственными руками.
Отдыхали и в Ливадийском дворце. В основных помещениях располагалась императорская семья, в пристройках — несколько придворных, охрана и слуги. Купались в тёплом море, строили крепости и башни из песка, иногда выбирались в город, чтобы покататься на коляске по улицам или посетить магазины. В Петербурге этого делать не получалось, так как любое появление царской семьи на людях создавало толчею и ажиотаж.
Бывали иногда в польских поместьях, принадлежавших царской семье, где Николай любил охотиться.

### Григорий Распутин
Как известно, Григорий Распутин был представлен императрице Александре Фёдоровне 1 ноября 1905 года. Болезнь цесаревича держалась в тайне, потому появление при дворе «мужика», почти немедленно приобретшего там значительное влияние, вызвало догадки и толки. Под влиянием матери все пятеро детей привыкли полностью доверять «святому старцу» и делиться с ним своими переживаниями и мыслями.
Ольга Александровна вспоминала, как однажды в сопровождении царя прошла в детские спальни, где Распутин благословлял одетых в белые ночные сорочки великих княжон на сон грядущий.
Мне показалось, что все дети очень привязаны к нему, — отмечала великая княгиня. — Они испытывали к нему полное доверие.
То же взаимное доверие и привязанность видится в письмах «старца Григория», которые он посылал императорской фамилии. Вот выдержка из одного из писем, датированного 1909 годом:
Миленькие дети! Спасибо за память, за сладкие слова, за чистое сердце и за любовь к Божьим людям. Любите Божью природу, всё создание Его, наипаче свет. Матерь Божья всё занималась цветами и рукодельем.
Анастасия писала Распутину:
Мой любимый, драгоценный, единственный друг.

Как мне хочется встретиться с вами снова. Сегодня я видела вас во сне. Я всегда узнаю у мама́, когда вы посетите нас в  следующий раз, и счастлива, что имею возможность отправить вам это поздравление. Поздравляю вас с Новым годом, и пусть он принесёт вам здоровье и счастье.
Я всегда помню о вас, мой дорогой друг, потому что вы всегда были добры ко мне. Я давно не видела вас, но каждый вечер вспоминала вас непременно.
Я желаю вам всего самого лучшего. Мама обещает, что когда вы приедете снова, мы обязательно встретимся у Ани. Эта мысль преполняет меня радостью.

Ваша Анастасия.
Гувернантка императорских детей Софья Ивановна Тютчева была шокирована тем, что Распутин имеет неограниченный доступ в детские спальни и донесла об этом царю. Царь поддержал её требование, но Александра Фёдоровна и сами девочки были полностью на стороне «святого старца».
Я так боюсь, что С. И. скажет о нашем друге что-нибудь нехорошее, — писала матери Татьяна 8 марта 1910 года. — Я надеюсь, что наша няня будет к нему добра.

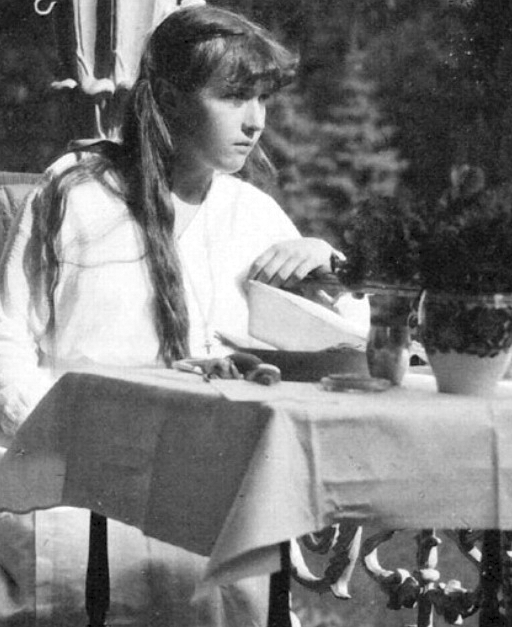
Великая княжна Анастасия, около 1912 года

По настоянию императрицы Тютчева была уволена. По всей вероятности, никаких вольностей «святой старец» себе не позволял, однако по Петербургу поползли слухи настолько грязные, что против Распутина ополчились братья и сёстры императора, причём Ксения Александровна отправила брату особенно резкое письмо, обвиняя Распутина в «хлыстовстве», протестуя против того, что этот «лживый старик» имеет невозбранный доступ к детям. Из рук в руки передавались подмётные письма и карикатуры, на которых были изображены отношения старца с императрицей, девочками и Анной Вырубовой. Для того, чтобы потушить скандал, к вящему неудовольствию императрицы, Николай вынужден был временно удалить Распутина из дворца, и тот отправился в паломничество по святым местам. Несмотря на слухи, отношения императорской семьи с Распутиным продолжались вплоть до его убийства 17 декабря 1916 года.
А. А. Мордвинов вспоминал, что после убийства Распутина все четверо великих княжон «казались притихшими и заметно подавленными, они сидели, тесно прижавшись друг к другу» на диване в одной из спален, как будто понимая, что Россия пришла в движение, которое скоро станет неконтролируемым. На грудь Распутину положили иконку, подписанную императором, императрицей и всеми пятью детьми. Вместе со всей императорской фамилией 21 декабря 1916 года Анастасия присутствовала на отпевании. Над могилой «святого старца» решено было возвести часовню, однако из-за последующих событий этот замысел не был реализован.

### Первая мировая война

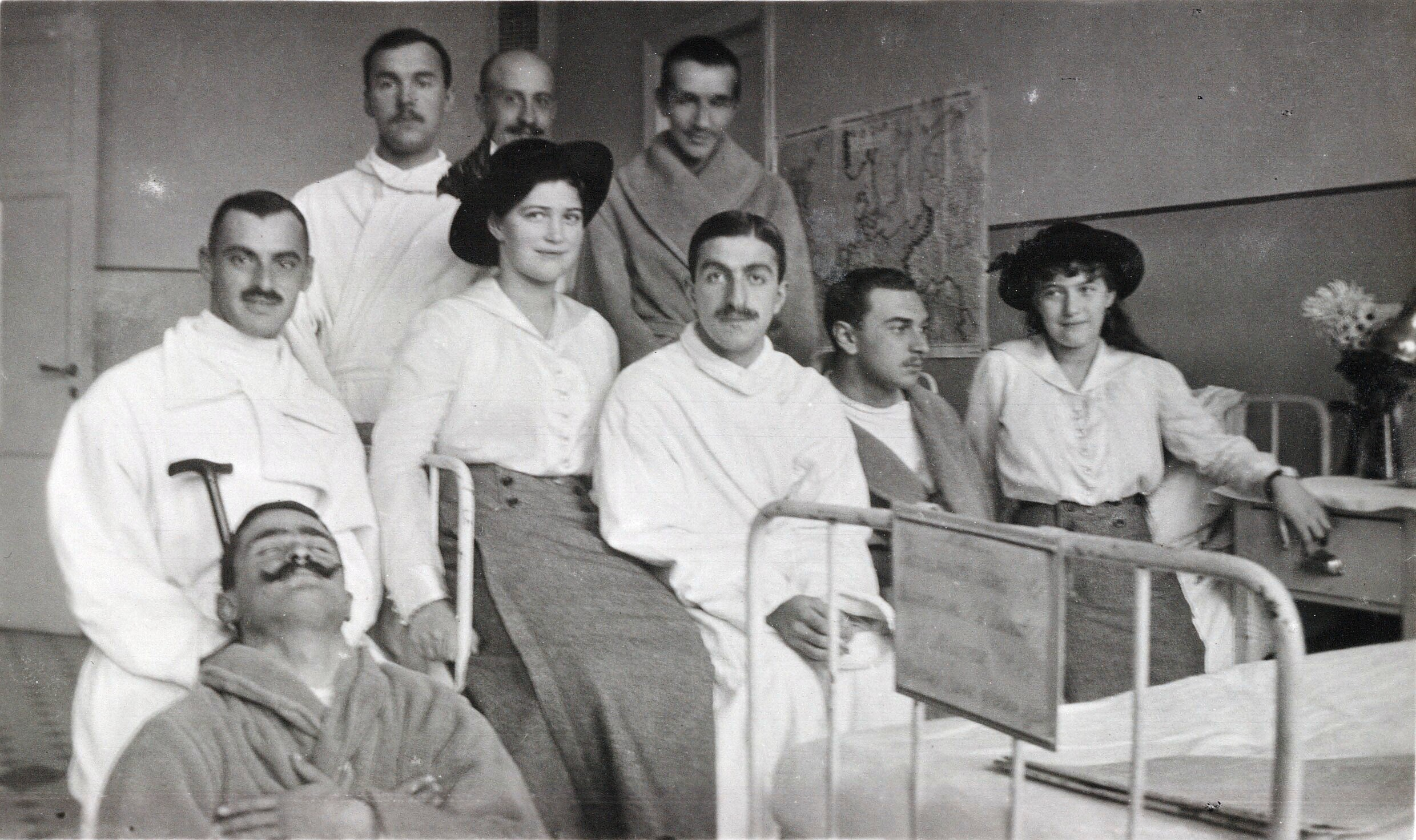
Мария и Анастасия в госпитале в Царском Селе

По воспоминаниям современников, вслед за матерью и старшими сёстрами, Анастасия горько рыдала в день объявления Первой мировой войны.

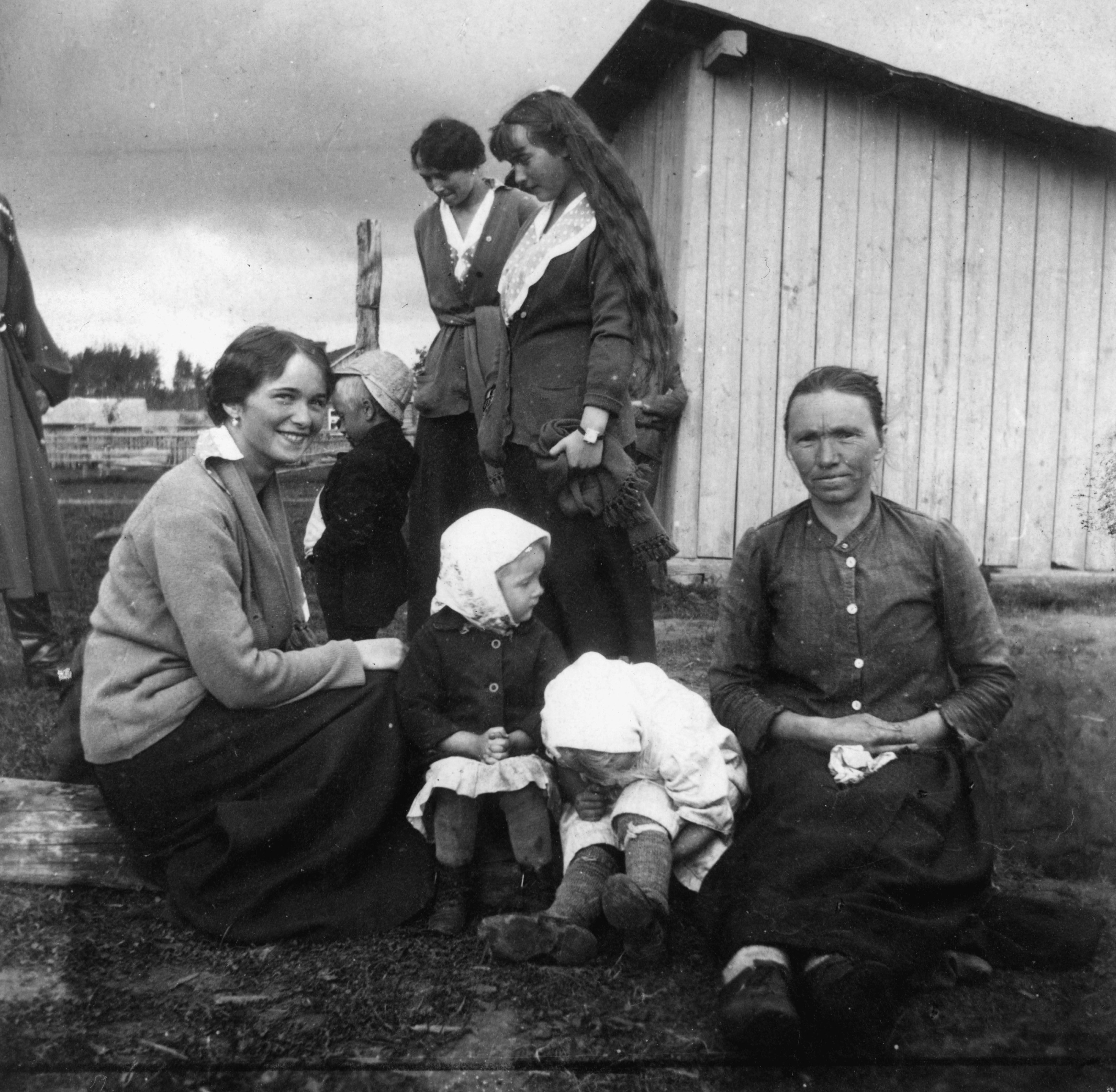
Ольга, Татьяна и Анастасия Николаевны с крестьянскими детьми в Могилеве, весна 1916 г.

В день четырнадцатилетия по традиции каждая из дочерей императора становилась почётным командиром одного из российских полков. В 1901 году, после её рождения, имя св. Анастасии Узоразрешительницы в честь княжны получил Каспийский 148-й пехотный полк. Свой полковой праздник он стал отмечать 22 декабря, в день святой. Полковая церковь была возведена в Петергофе архитектором Михаилом Фёдоровичем Вержбицким. В 14 младшая дочь императора стала его почётным командиром (полковником), о чём Николай сделал соответствующую запись в своём дневнике. Отныне полк стал официально именоваться 148-й Каспийский Её императорского высочества великой княжны Анастасии пехотный полк.
Во время войны императрица отдала под госпитальные помещения многие из дворцовых комнат. Старшие сёстры Ольга и Татьяна вместе с матерью стали сёстрами милосердия; Мария и Анастасия, как слишком юные для такой тяжёлой работы, стали патронессами госпиталя. Обе сестры отдавали собственные деньги на закупку лекарств, читали раненым вслух, вязали им вещи, играли в карты и в шашки, писали под их диктовку письма домой, и по вечерам развлекали телефонными разговорами, шили бельё, готовили бинты и корпию.
Сегодня я сидела рядом с нашим солдатом и учила его читать, ему это очень нравится, — отмечала Анастасия Николаевна. — Он стал учиться читать и писать здесь, в госпитале. Двое несчастных умерли, а ещё вчера мы сидели рядом с ними.

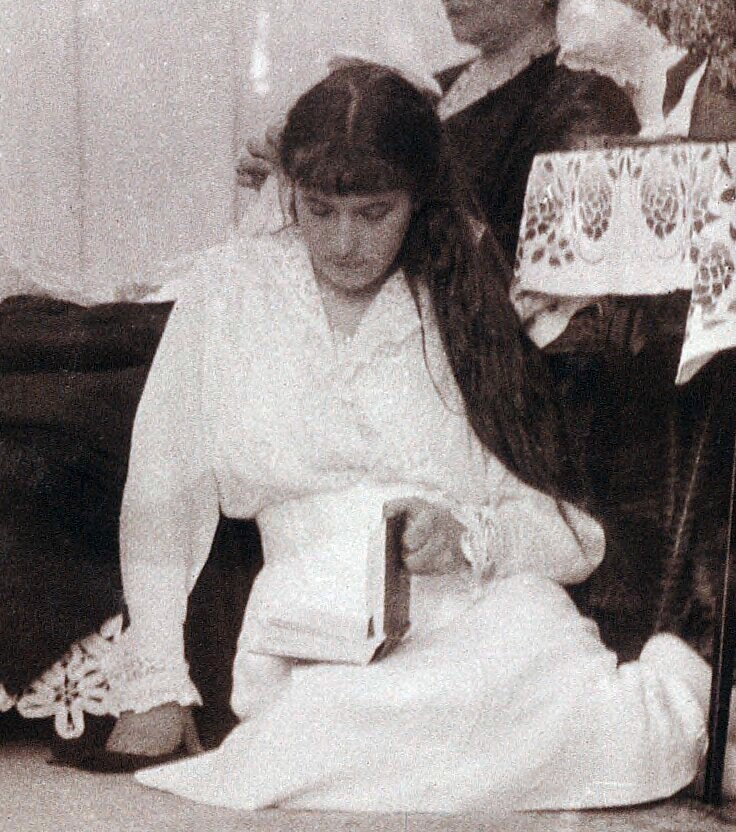
Великая княжна Анастасия (1916)

Мария и Анастасия давали раненым концерты и всеми силами старались отвлечь их от тяжёлых мыслей. Дни напролет они проводили в госпитале, неохотно отрываясь от работы ради уроков. Анастасия до конца своей жизни вспоминала об этих днях:
Мне помнится как мы давным-давно посещали госпиталь. Надеюсь, все наши раненые в конечном итоге остались живы. Почти всех потом увезли из Царского села. Ты помнишь Луканова? Он был так несчастен, и так любезен одновременно, и всегда играл как ребёнок с нашими браслетами. Его визитная карточка осталась в моем альбоме, но сам альбом, к сожалению, остался в Царском. Сейчас я в спальне, пишу на столе, а на нем стоят фотографии нашего любимого госпиталя. Знаешь, это было чудесное время, когда мы посещали госпиталь. Мы часто вспоминаем об этом, и наших вечерних разговорах по телефону и обо всём прочем…

### Под домашним арестом

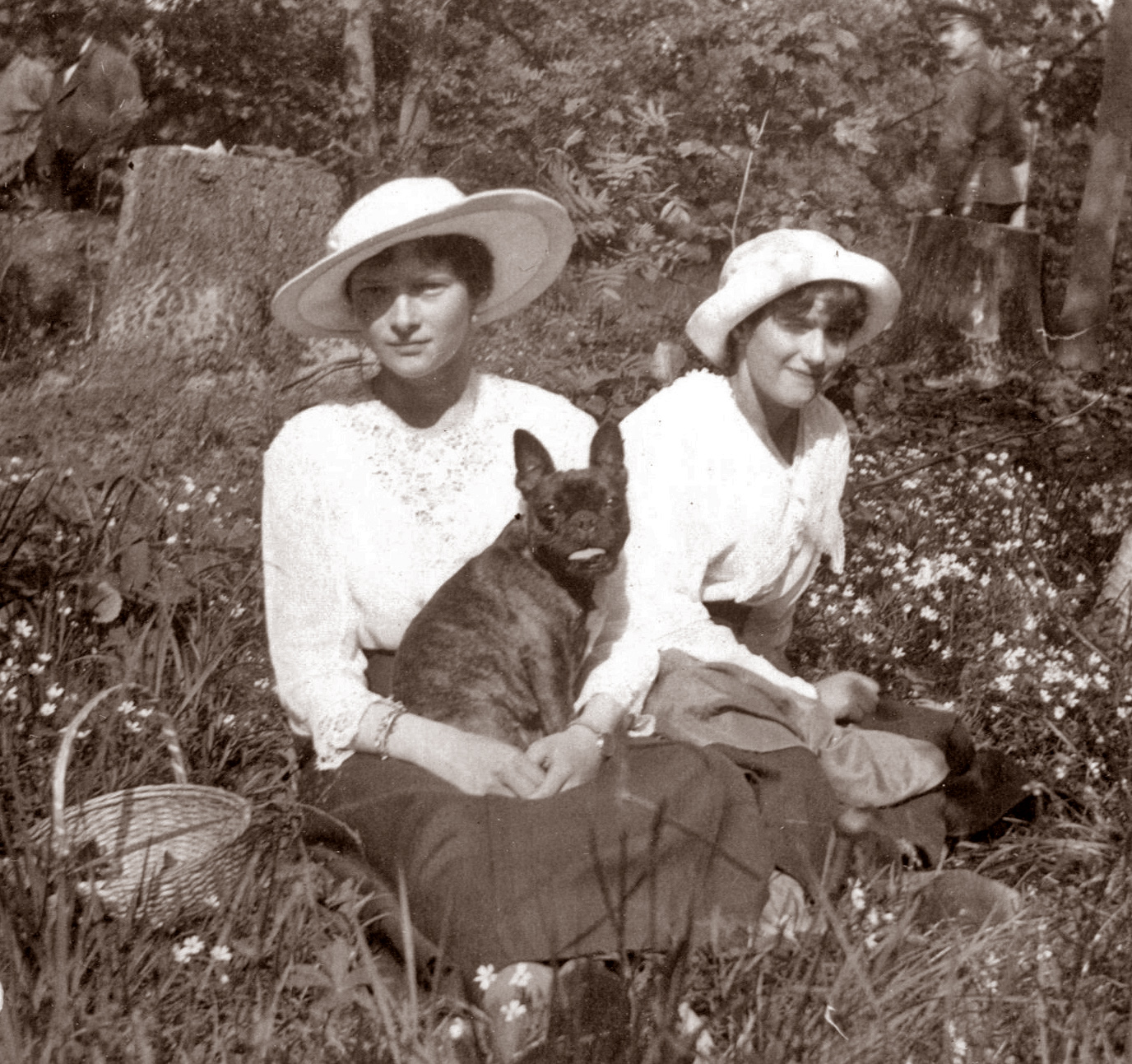
Татьяна и Анастасия с собачкой Ортино. Царскосельский парк (весна 1917)

По воспоминаниям Лили Ден (Юлии Александровны фон Ден), близкой подруги Александры Фёдоровны, в феврале 1917 года, в самый разгар революции, дети один за другим заболели корью. Анастасия слегла последней, когда царскосельский дворец уже окружали восставшие войска. Царь был в это время в ставке главнокомандующего, в Могилеве, во дворце оставались только императрица с детьми.
В ночь на 2 марта 1917 года Лили Ден оставалась ночевать во дворце, в Малиновой комнате, вместе с великой княжной Анастасией. Детям, чтобы они не волновались, объясняли, что войска, окружившие дворец, и далёкие выстрелы — результат проводимых учений. Александра Фёдоровна предполагала «скрывать от них правду так долго, как только будет возможно». В 9 часов 2 марта узнали об отречении царя.
В среду, 8 марта, во дворце появился граф Павел Бенкендорф с сообщением, что Временное правительство приняло решение подвергнуть императорскую семью домашнему аресту в Царском селе. Было предложено составить список людей, желающих остаться с ними. Лили Ден немедленно предложила свои услуги.
9 марта об отречении отца сообщили детям. Через несколько дней вернулся Николай. Жизнь под домашним арестом оказалась достаточно сносной. Пришлось уменьшить количество блюд во время обеда, так как меню царской семьи время от времени оглашалось публично, и не стоило давать лишний повод для провоцирования и без того разъярённой толпы. Любопытные часто смотрели сквозь прутья ограды, как семья гуляет по парку и иногда встречали её свистом и руганью, так что прогулки пришлось сократить.
22 июня 1917 года решено было побрить девочкам головы, так как волосы у них выпадали из-за стойко державшейся температуры и сильных лекарств. Алексей настоял, чтобы его побрили тоже, вызвал тем самым крайнее неудовольствие у матери.

Несмотря ни на что, образование детей продолжалось. Весь процесс возглавил Жийяр, преподаватель французского; сам Николай учил детей географии и истории; баронесса Буксгевден взяла на себя уроки английского и музыки; мадемуазель Шнайдер преподавала арифметику; графиня Гендрикова — рисование; доктор Евгений Сергеевич Боткин — русский язык; Александра Федоровна — Закон Божий. 

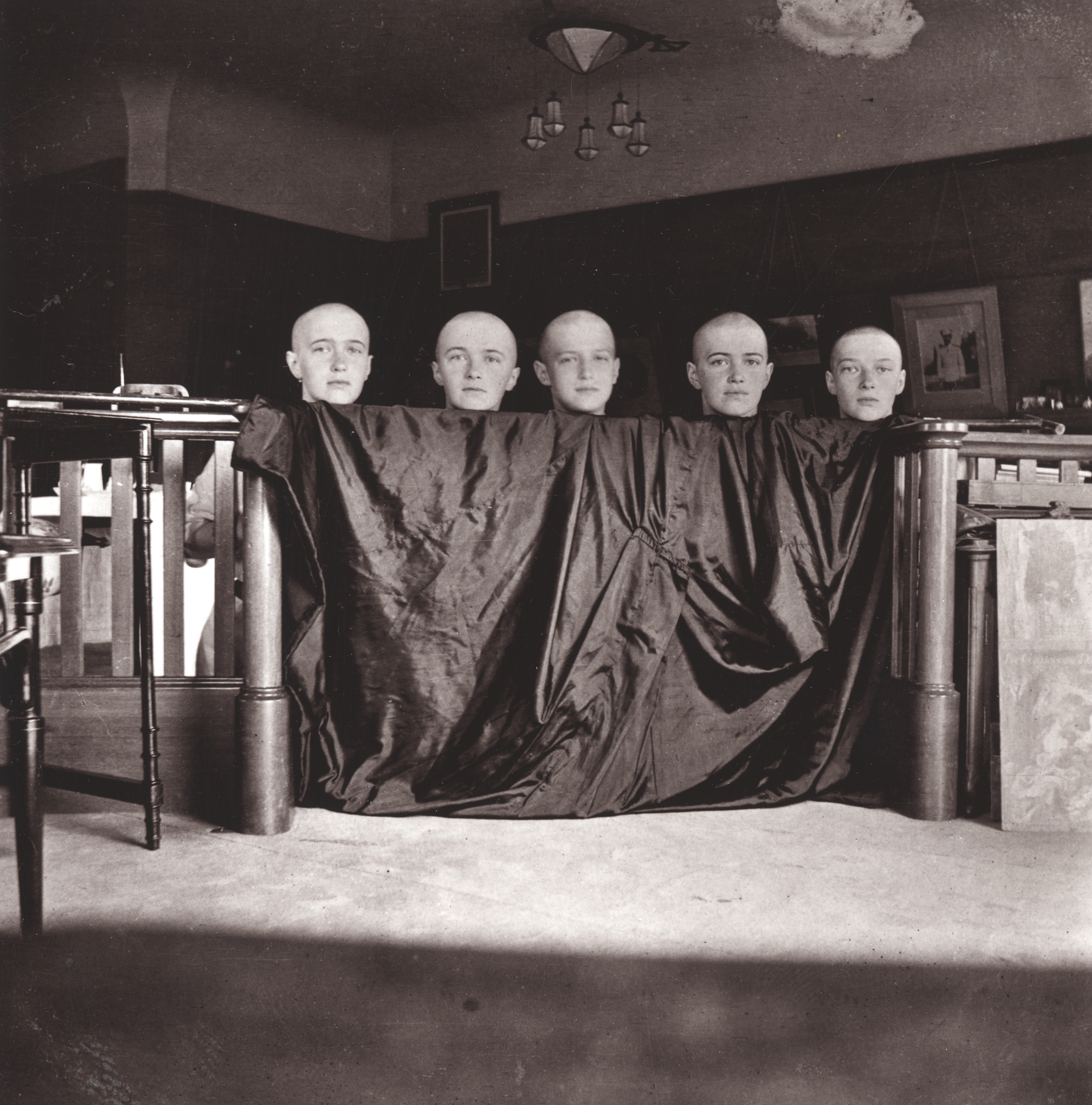
Анастасия, Ольга, Алексей, Мария и Татьяна после кори (июнь 1917)

Старшая, Ольга, несмотря на то, что её образование было закончено, часто присутствовала на уроках и много читала, совершенствуясь в том, что было уже усвоено.
В это время была ещё надежда для семьи бывшего царя уехать за границу; но Георг V, чья популярность среди подданных стремительно падала, решил не рисковать и предпочёл принести в жертву царскую семью, вызвав тем самым шок в собственном кабинете министров.
В конечном итоге Временное правительство приняло решение о переводе семьи бывшего царя в Тобольск.
В последний день перед отъездом они успели попрощаться со слугами, в последний раз посетить любимые места в парке, пруды, острова. Алексей записал в своём дневнике, что в этот день умудрился столкнуть в воду старшую сестру Ольгу. 12 августа 1917 года поезд под флагом японской миссии Красного Креста в строжайшей тайне отбыл с запасного пути.

### Тобольск

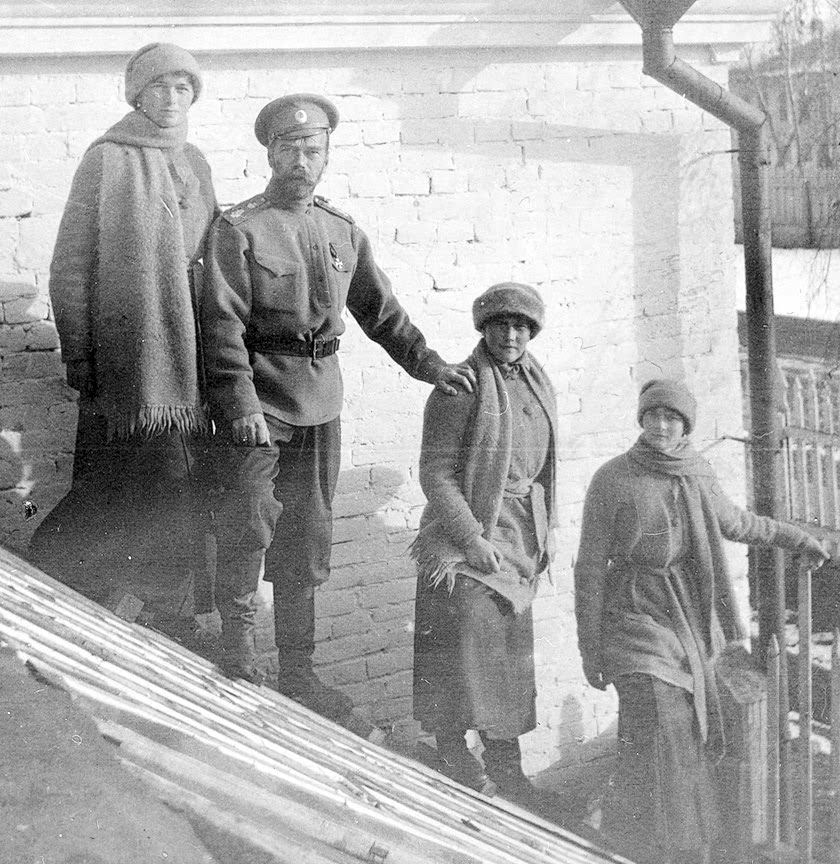
Слева направо — Ольга, Николай, Анастасия, Татьяна. Тобольск (зима 1917—1918 годов)

26 августа на пароходе «Русь» императорская семья прибыла в Тобольск. Дом, предназначенный для них, ещё не был окончательно готов, потому первые восемь дней они провели на пароходе.
Наконец императорская семья была доставлена под конвоем в двухэтажный губернаторский особняк, где им отныне предстояло жить. Девочкам отвели угловую спальню на втором этаже, где они разместились все на тех же армейских койках, захваченных из Александровского дворца. Анастасия дополнительно украсила свой угол любимыми фотографиями и рисунками.
Жизнь в губернаторском особняке была достаточно однообразной; главное развлечение — наблюдать за прохожими из окна. С 9:00 до 11:00 — уроки. Часовой перерыв на прогулку вместе с отцом. Вновь уроки с 12:00 до 13:00. Обед. С 14:00 до 16:00 прогулки и немудрёные развлечения вроде домашних спектаклей, или зимой — катания с собственноручно выстроенной горки. Анастасия, по собственным словам, с увлечением заготавливала дрова и шила. Далее по расписанию следовали вечерняя служба и отход ко сну.
В сентябре им позволили выходить в ближайшую церковь к утренней службе. Опять же, солдаты образовывали живой коридор вплоть до самых церковных дверей. Отношение местных жителей к царской семье было скорее благожелательным.
Неожиданно Анастасия стала набирать вес, причём процесс шёл достаточно быстрыми темпами, так что даже императрица, беспокоясь, писала подруге:

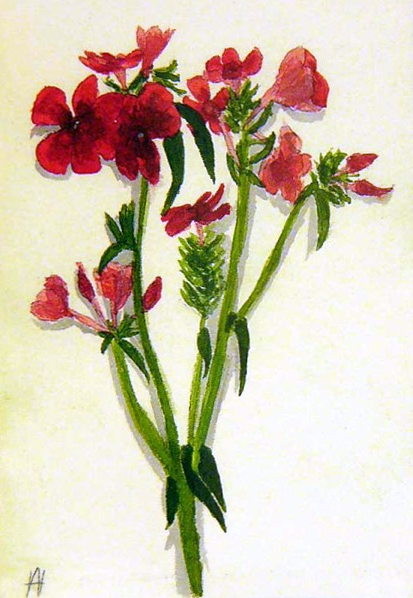
«Букет». Акварельный рисунок великой княжны

Анастасия к отчаянию своему растолстела и видом своим в точности напоминает Марию несколько лет назад — такая же огромная талия и короткие ноги… Будем надеяться, с возрастом это пройдет…
Ужасно хорошо устроили иконостас к Пасхе, всё в ёлке, как и полагается здесь, и цветы. Снимались мы, надеюсь выйдет. Я продолжаю рисовать, говорят — не дурно, очень приятно. Качались на качелях, вот когда я падала, такое было замечательное падение!.. да уж! Я столько раз вчера рассказывала сёстрам, что им уже надоело, но я могу ещё массу раз рассказывать, хотя уже некому. Вообще мне вагон вещей рассказать Вам и тебе. Мой Джимми проснулся и кашляет, поэтому сидит дома, шлем поклоны. Вот была погода! Прямо кричать можно было от приятности. Я больше всех загорела, как ни странно, прямо акробатка! А эти дни скучные и некрасивые, холодно, и мы сегодня утром померзли, хотя домой конечно не шли… Очень извиняюсь, забыла Вас Всех моих любимых поздравить с праздниками, целую не три, а массу раз Всех. Все тебя душка очень благодарят за письмо.
 — писала она сестре Марии в пасхальную неделю 1917 года.
Эти дни у нас почти всё время солнце, и уже начинает греть, так приятно! Стараемся поэтому больше быть на воздухе. — С горы мы больше не катаемся (хотя она ещё стоит), так как её испортили и прокопали поперёк канаву, для того, чтобы мы не ездили, ну, и пусть; кажется на этом пока успокоились, так как уже давно она многим кажется мозолила глаза. Ужасно глупо и слабо, правда. — Ну, а мы теперь нашли себе новое занятие. Пилим, рубим и колем дрова, это полезно и очень весело работать. Уже выходит довольно хорошо. И этим мы ещё многим помогаем, а нам это развлечение. Чистим ещё дорожки и подъезд, превратились в дворников. — Пока я ещё не обратилась в слона, но это ещё может быть в скором будущем, уж не знаю почему вдруг, может быть мало движений, хотя не знаю. — Извиняюсь за ужасный почерк, что-то рука плохо двигается. Мы все на этой неделе говеем и сами поем у нас дома. Были в церкви, наконец. И причаститься тоже можно будет там. — Ну, а как Вы все поживаете и что поделываете. Особенного у нас ничего нет, что можно написать. Теперь надо кончать, так как сейчас мы пойдем на наш двор, работать и т. п. — Все Тебя крепко обнимают и я тоже и всех остальных тоже. Всего хорошего, Тётя душка.
 — это строки из другого письма, адресованного великой княгине Ксении Александровне.

### Екатеринбург
В апреле 1918 года Президиум Всероссийского Центрального исполнительного комитета четвёртого созыва принял решение о переводе бывшего царя в Москву с целью суда над ним. После долгих колебаний Александра решилась сопровождать мужа, «для помощи» с ней должна была уехать Мария.
Остальные должны были дожидаться их в Тобольске, в обязанности Ольги входило заботиться о больном брате, Татьяны — вести домашнее хозяйство, Анастасии — «всех развлекать». Впрочем, в начале с развлечением обстояло туго, в последнюю ночь перед отъездом никто не сомкнул глаз, и когда наконец утром к порогу были поданы крестьянские подводы для царя, царицы и сопровождающих, три девочки — «три фигуры в сером» со слезами провожали уезжавших до самых ворот.
В опустевшем доме жизнь продолжалась медленно и печально. Гадали по книгам, читали друг другу вслух, гуляли. Анастасия по-прежнему качалась на качелях, рисовала и играла с больным братом. По воспоминаниям Глеба Боткина, сына лейб-медика, погибшего вместе с царской семьёй, однажды он увидел Анастасию в окне и поклонился ей, но охрана немедля прогнала его прочь, угрожая стрелять, если он посмеет подойти так близко ещё раз.
3 мая 1918 года стало ясно, что по какой-то причине отъезд бывшего царя в Москву был отменен и вместо этого Николай, Александра и Мария вынуждены были остановиться в доме инженера Ипатьева в Екатеринбурге, реквизированном новой властью специально для того, чтобы разместить царскую фамилию. В письме, помеченном этой датой, императрица наказывала дочерям «правильно распорядиться медикаментами» — под этим словом подразумевались драгоценности, которые удалось спрятать и захватить с собой. Под руководством старшей сестры Татьяны Анастасия зашила оставшиеся у неё украшения в корсет платья — при удачном стечении обстоятельств предполагалось за них выкупить себе путь к спасению.
19 мая наконец было решено, что оставшиеся дочери и Алексей, к тому времени достаточно окрепший, присоединятся к родителям и Марии в доме Ипатьева в Екатеринбурге. На следующий день, 20 мая, все четверо сели вновь на пароход «Русь», доставивший их в Тюмень. По воспоминаниям очевидцев, девочек везли в закрытых на ключ каютах, Алексей ехал вместе со своим денщиком по фамилии Нагорный, доступ к ним в каюту был запрещён даже для врача.
22 мая пароход прибыл в Тюмень, и далее на специальном поезде четверых детей доставили в Екатеринбург. Анастасия сохраняла при этом отличное расположение духа, в письме, рассказывающем о поездке, слышатся нотки юмора:
Мой дорогой друг,
Расскажу тебе, как мы ехали. Мы вышли рано утром, потом сели в поезд и я заснула, а вслед за мной все остальные. Мы все очень устали, потому что не спали до этого целую ночь. Первый день было очень душно и пыльно, и приходилось на каждой станции задергивать занавески, чтобы нас никто не мог видеть. Однажды вечером я выглянула, когда мы остановились у маленького дома, станции там не было, и можно было смотреть наружу. Ко мне подошел маленький мальчик, и попросил: «Дядя, дай газету, если у тебя найдется». Я сказала: «Я не дядя, а тётя, и газеты у меня нет». Я сначала не поняла, почему он решил, что я «дядя», а потом вспомнила, что волосы у меня были коротко острижены и вместе с солдатами, которые нас сопровождали, мы долго смеялись над этой историей. Вообще, в пути было много забавного, и если будет время, я расскажу тебе о путешествии с начала и до конца. Прощай, не забывай меня. Все тебя целуют.

Твоя Анастасия.
23 мая в 9 часов утра поезд прибыл в Екатеринбург. Здесь от детей удалили прибывших вместе с ними преподавателя французского языка Жийяра, матроса Нагорного и фрейлин. К поезду были поданы экипажи и в 11 часов утра Ольга, Татьяна, Анастасия и Алексей были наконец доставлены в дом инженера Ипатьева.
Жизнь в «доме особого назначения» была однообразна, скучна — но не более того. Подъём в 9 часов, завтрак. В 2:30 — обед, в 5 — полуденный чай и ужин в 8. Спать семья ложилась в 10:30 вечера. Анастасия вместе с сёстрами шила, гуляла по саду, играла в карты и читала матери вслух духовные издания. Немного позже девочек обучили печь хлеб и они с увлечением отдавались этому занятию.
Во вторник 18 июня 1918 года Анастасия отпраздновала свой последний, 17-й, день рождения. Погода в тот день стояла отличная, только к вечеру разразилась небольшая гроза. Цвели сирень и медуница. Девочки испекли хлеб, затем Алексея вывезли в сад, и вся семья присоединилась к нему. В 8 вечера поужинали, сыграли несколько партий в карты. Спать легли в обычное время, в 10:30 вечера.

### Расстрел

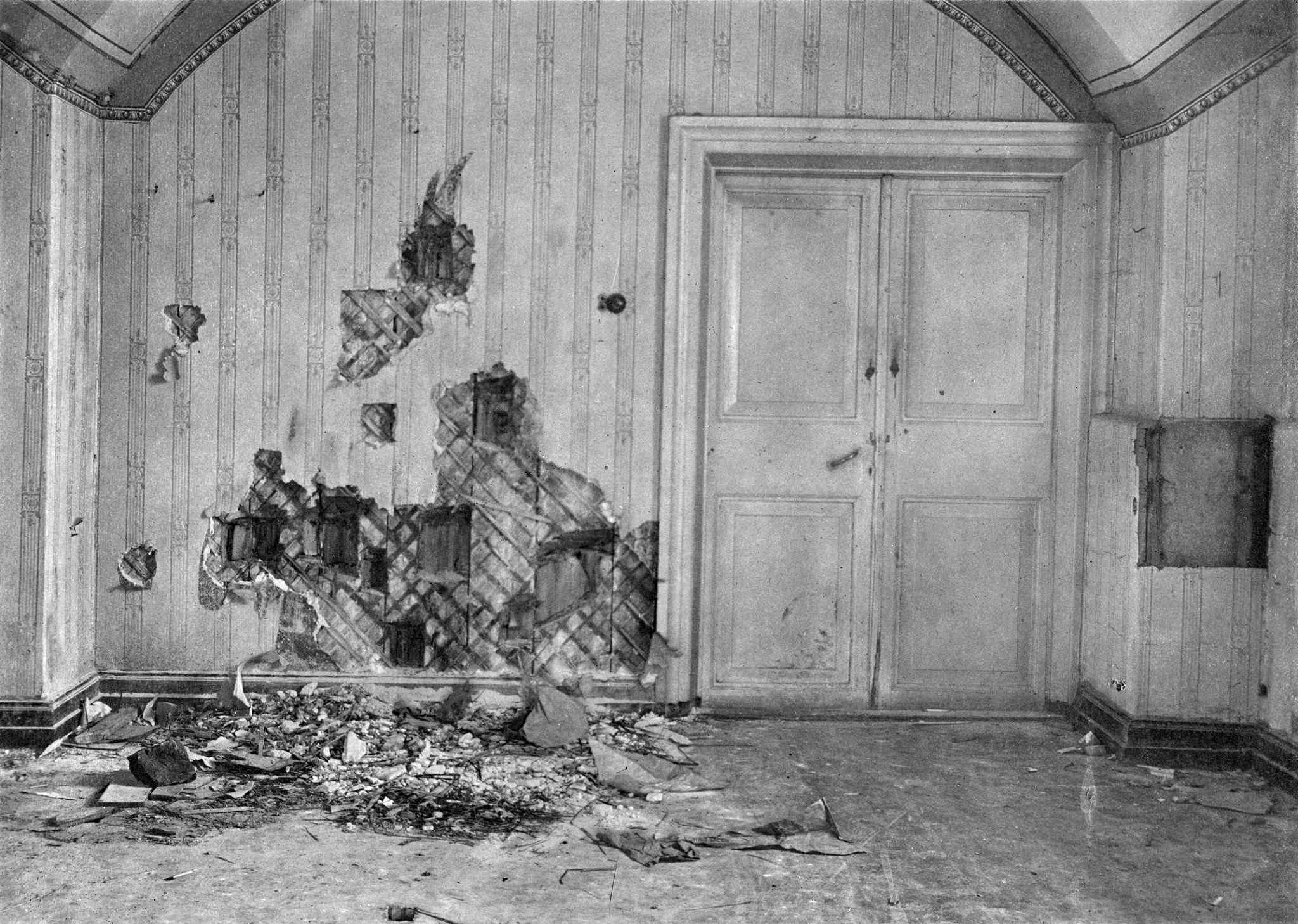
Подвал Ипатьевского дома. Фотография сделана во время расследования убийства Царской Семьи следователем Соколовым

Официально считается, что решение о расстреле царской семьи было окончательно принято Уральским советом 16 июля в связи с возможностью сдачи города белогвардейским войскам и якобы обнаружившемуся заговору о спасении царской семьи. В ночь с 16 на 17 июля в 23 часа 30 минут два особо уполномоченных от Уралсовета вручили письменный приказ о расстреле командиру отряда охраны П. З. Ермакову и коменданту дома комиссару Чрезвычайной следственной комиссии Я. М. Юровскому. После краткого спора о способе исполнения казни, царскую семью разбудили и под предлогом возможной перестрелки и опасности быть убитыми отрикошетившими от стен пулями, предложили спуститься в угловую полуподвальную комнату.
Согласно отчёту Якова Юровского, Романовы до последнего момента ни о чём не подозревали. В подвал по требованию Я. М. Юровского были принесены стулья, на которые села императрица и Николай с сыном на руках. Анастасия вместе с сёстрами стояла позади. Сёстры принесли с собой несколько сумочек, Анастасия захватила также любимую собачку Джимми, сопровождавшую её во всё время ссылки.
Существуют сведения, что после первого залпа Татьяна, Мария и Анастасия остались живы, их спасли драгоценности, зашитые в корсеты платьев. Позже допрошенные следователем Соколовым свидетели показали, что из царских дочерей Анастасия дольше всех сопротивлялась смерти, уже раненую её «пришлось» добивать штыками и прикладами. По материалам, обнаруженным историком Эдвардом Радзинским, дольше всех живой оставалась Анна Демидова, прислуга Александры, которой удалось защитить себя подушкой, наполненной драгоценностями.
Вместе с трупами родных тело Анастасии завернули в простыни, снятые с кроватей великих княжон, и вывезли в урочище Четыре Брата для захоронения. Там трупы, обезобразив до полной неузнаваемости ударами прикладов и серной кислотой, сбросили в одну из старых шахт. Позже следователь Соколов обнаружил здесь труп собачки Ортино. После расстрела в комнате великих княжон был найден последний рисунок, сделанный рукой Анастасии, — качели между двух берёз.

## Характер. Современники об Анастасии

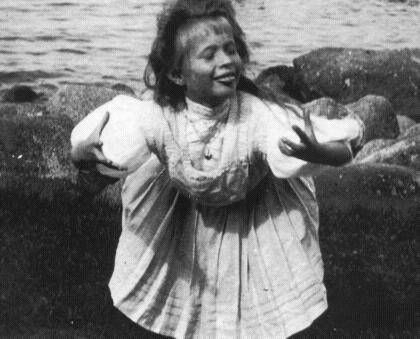
Анастасия в очередной мимической сценке

По воспоминаниям современников, Анастасия была маленькой и плотной, с русыми с рыжинкой волосами, с большими голубыми глазами, унаследованными от отца.
Фигурой Анастасия отличалась довольно плотной, как и её сестра Мария. Широкие бедра, стройную талию и хороший бюст она унаследовала от матери. Анастасия была невысокой, крепко сбитой, но в то же время, казалась несколько воздушной. Лицом и телосложением была простовата, уступая статной Ольге и хрупкой Татьяне. Анастасия единственная унаследовала от отца форму лица — слегка вытянутую, с выступающими скулами и широким лбом. Она вообще очень походила на отца. Крупные черты лица — большие глаза, крупноватый нос, мягкие губы, делали Анастасию похожей на юную Марию Федоровну — её бабушку. Анастасия имела волнистые волосы, довольно жестковатые.
Говорила быстро, но чётко. Голос имела высокий, глубокий. Имела привычку громко смеяться и хохотать.
Девочка отличалась лёгким и жизнерадостным характером, любила играть в лапту, в фанты, в серсо, могла часами без устали носиться по дворцу, играя в прятки. Легко лазила по деревьям, и часто из чистого озорства отказывалась спуститься на землю. Она была неистощима на выдумки, к примеру, любила раскрашивать щёки и носы сестёр, брата и молодых фрейлин душистым кармином и клубничным соком. С её лёгкой руки в моду вошло вплетать в волосы цветы и ленты, чем маленькая Анастасия очень гордилась. Была неразлучна со старшей сестрой Марией, обожала брата, и могла часами развлекать его, когда Алексея укладывала в постель очередная болезнь. Анна Вырубова вспоминала, что «Анастасия была словно сделана из ртути, а не из плоти и крови». Однажды, будучи совсем малышкой, трёх или четырёх лет от роду, на званом приёме в Кронштадте она залезла под стол и стала щипать присутствующих за ноги, изображая собаку — за что получила немедленный строгий выговор от отца.
Также она отличалась явным талантом комической актрисы и обожала пародировать и передразнивать окружающих, причём делала это очень талантливо и смешно. Однажды Алексей сказал ей:
Анастасия, тебе нужно представлять в театре, будет очень смешно, поверь!
На что получил неожиданный ответ, что великая княжна не может выступать в театре, у неё есть другие обязанности.
Иногда, впрочем, её шутки становились небезобидными. Так она неутомимо дразнила сестёр, однажды играя в снежки с Татьяной, попала ей в лицо, да так сильно, что старшая не смогла удержаться на ногах; впрочем, сама виновница, перепуганная насмерть, долго плакала на руках у матери. Великая княгиня Нина Георгиевна позднее вспоминала, что маленькая Анастасия никак не желала простить ей высокого роста, во время игр пыталась обхитрить, подставить ножку, и даже поцарапать соперницу.
Она постоянно доходила в своих шутках до опасной грани, — вспоминал Глеб Боткин, сын убитого вместе с царской семьёй лейб-медика. — Она постоянно рисковала быть наказанной.

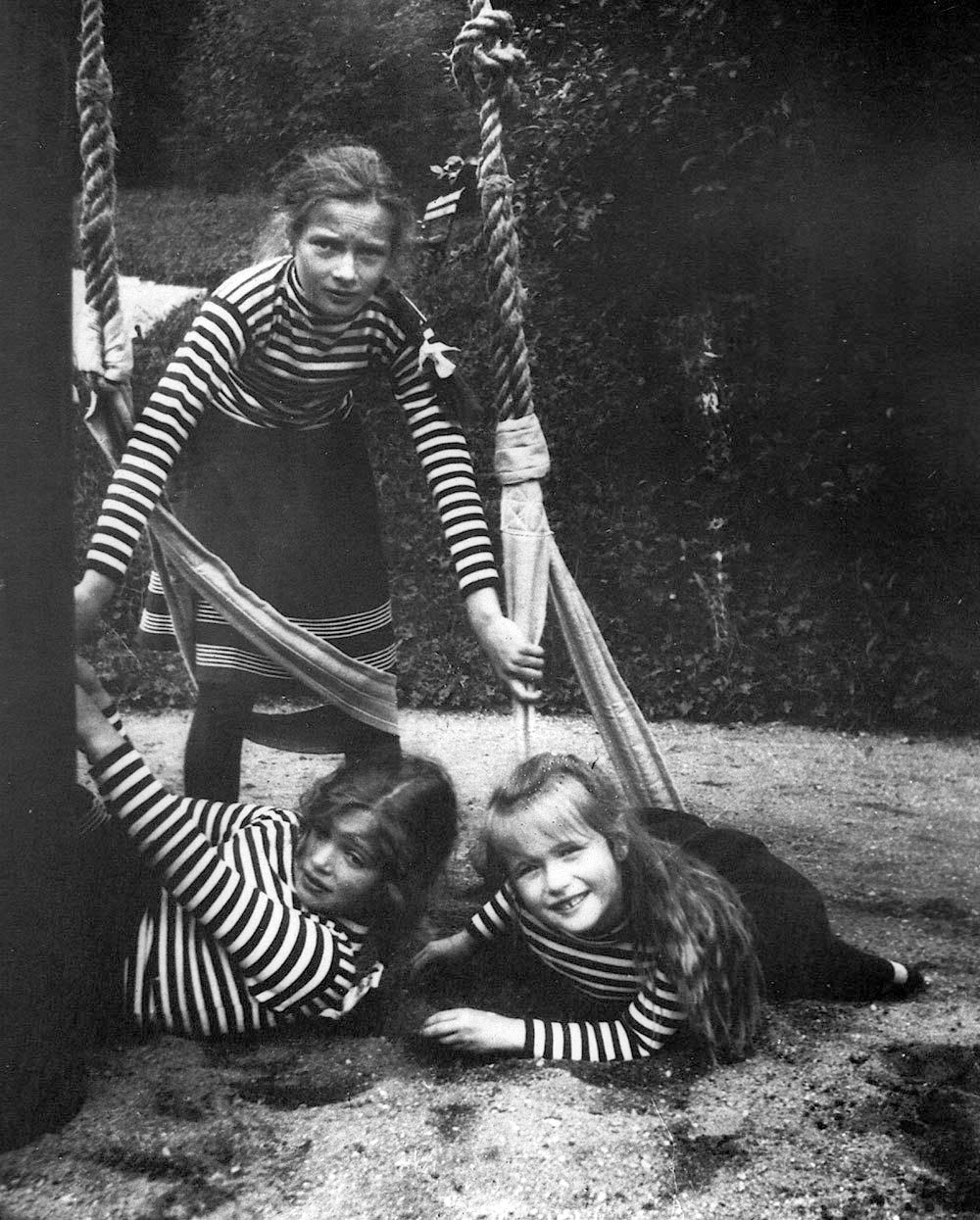
С Татьяной и Марией (1908)

Особой аккуратностью и любовью к порядку маленькая Анастасия тоже не отличалась, Хэлли Ривз, жена американского дипломата, аккредитованного при дворе последнего императора, вспоминала, как маленькая Анастасия, будучи в театре, ела шоколад, не удосужившись снять свои длинные белые перчатки, и отчаянно перемазала себе лицо и руки. Её карманы были постоянно забиты шоколадками и конфетами «Крем-брюле», которыми она щедро делилась с окружающими. Имела аллергию на орехи.
Она также любила животных. Вначале у неё жил шпиц по имени Швыбзик, и с ним также было связано немало забавных и трогательных случаев. Так, великая княжна отказывалась ложиться спать, пока к ней не присоединялась собачка, а однажды, потеряв своего любимца, звала его громким лаем — и преуспела, Швыбзик отыскался под диваном. В 1915 году когда шпиц умер от инфекции, она была безутешна в течение нескольких недель. Вместе с сёстрами и братом они отпели собачку и похоронили её в Петергофе, на Детском острове. Затем у неё жил пёс по имени Джимми.
Она любила рисовать, причём делала это весьма неплохо, с удовольствием играла с братом на гитаре или балалайке, вязала, шила, смотрела кинофильмы, увлекалась модным в то время фотографированием, причём имела собственный фотоальбом, обожала висеть на телефоне, читать или просто валяться в постели. Во время войны стала курить, в чём компанию ей составляли старшие сестры.
Великая княжна не отличалась хорошим здоровьем. С детства она страдала от боли в ступнях — последствие врождённого искривления больших пальцев ног и мизинцев , так называемого лат. hallux valgus — синдрома, по которому её позже начнут отождествлять с одной из самозванок — Анной Андерсон. Имела слабую спину, при том, что всеми силами уклонялась от требуемого для укрепления мышц массажа, прячась от приходящей массажистки в буфет или под кровать. Даже при небольших порезах кровотечение не останавливалось аномально долго, из чего врачи делали вывод, что вслед за матерью Анастасия является носительницей гемофилии.
Как свидетельствовал генерал М. К. Дитерихс, участвовавший в расследовании убийства царской семьи:
Великая княжна Анастасия Николаевна, несмотря на свои семнадцать лет, была ещё совершенным ребёнком. Такое впечатление она производила главным образом своей внешностью и своим весёлым характером. Она была низенькая, очень плотная, — «кубышка», как дразнили её сёстры. Её отличительной чертой было подмечать слабые стороны людей и талантливо имитировать их. Это был природный, даровитый комик. Вечно, бывало, она всех смешила, сохраняя деланно-серьёзный вид.

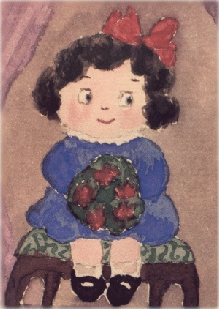
Рисунок великой княжны Анастасии

Она зачитывалась пьесами Шиллера и Гёте, любила Мало и Мольера, Диккенса и Шарлотту Бронте. Хорошо играла на рояле, и охотно исполняла с матерью в четыре руки пьесы Шопена, Грига, Рахманинова и Чайковского.
Преподаватель французского языка Жильяр так вспоминал о ней:
Она была баловница — недостаток, от которого она исправилась с годами. Очень ленивая, как это бывает иногда с очень способными детьми, она обладала прекрасным произношением французского языка и разыгрывала маленькие театральные сцены с настоящим талантом. Она была так весела и так умела разогнать морщины у всякого, кто был не в духе, что некоторые из окружающих стали, вспоминая прозвище, данное её матери при английском дворе, звать её «Солнечный луч».

## Обнаружение останков

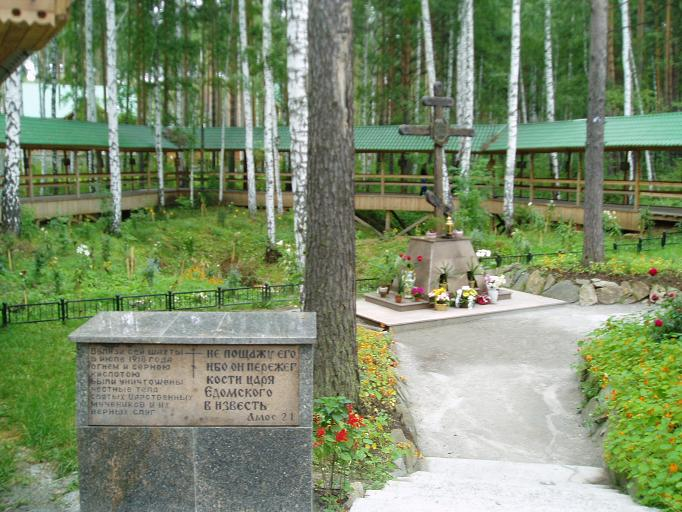
Крест над Ганиной ямой

Урочище «Четыре брата» расположено в нескольких километрах от деревни Коптяки, недалеко от Екатеринбурга. Одна из его ям была выбрана командой Юровского для захоронения останков царской семьи и слуг.
Удержать место в секрете не удалось с самого начала, ввиду того, что буквально рядом с урочищем проходила дорога на Екатеринбург, рано утром процессию видела крестьянка села Коптяки Наталья Зыкова, и затем ещё несколько человек. Красноармейцы, угрожая оружием, прогнали их прочь.
Позднее, в тот же день на урочище были слышны взрывы гранат. Заинтересованные странным происшествием, местные жители, спустя несколько дней, когда оцепление уже было снято, пришли в урочище и сумели обнаружить несколько ценностей (как видно, принадлежавших царской семье), в спешке не замеченных палачами.
С 23 мая по 17 июня 1919 года следователь Соколов вёл разведку местности и опрос жителей деревни.
С 6 июня по 10 июля по приказу адмирала Колчака начались раскопки Ганиной ямы, которые были прерваны из-за отступления белых из города.
11 июля 1991 года в Поросёнковом логу близ Екатеринбурга на глубине чуть более одного метра были найдены останки, идентифицированные как тела царской семьи и слуг. Тело, вероятно, принадлежавшее, Анастасии, было помечено номером 6. В отношении него возникли сомнения — вся левая сторона лица была разбита в куски; российские антропологи пытались соединить найденные осколки воедино, и сложить из них недостающую часть. Результат достаточно кропотливой работы вызывал сомнения. Русские исследователи попытались исходить из роста найденного скелета, однако, измерения делались с помощью сравнения фотографий и компьютерных моделей черепов, найденных в захоронении, но точность данного метода была подвергнута сомнению американскими специалистами.
Американские учёные считали, что пропавшее тело принадлежит Анастасии, потому что ни один из женских скелетов не показывал свидетельств незрелости, таких как незрелая ключица, неразвитые зубы мудрости или незрелые позвонки в спине, которые они рассчитывали обнаружить в теле семнадцатилетней девушки.
В 1998 году, когда останки императорской семьи окончательно были преданы земле, тело длиной 5’7" (170 см) было захоронено под именем Анастасии. Фотографии девушки, стоящей рядом со своими сёстрами, сделанные за полгода до убийства, показывают, что Анастасия была на несколько дюймов ниже их. Императрица, комментируя фигуру своей шестнадцатилетней дочери, в письме к Анне Вырубовой за семь месяцев до убийства писала: «Анастасия к отчаянию своему растолстела и видом своим в точности напоминает Марию несколько лет назад — такая же огромная талия и короткие ноги… Будем надеяться, с возрастом это пройдёт…» Учёные считают маловероятным, чтобы в последние месяцы своей жизни она сильно выросла. Её реальный рост был приблизительно 5’2". В то же время криминалист В. Соловьёв считает, что доказательством в пользу идентификации тела как Анастасии является её юбка.
Окончательно сомнения удалось разрешить в 2007 году, после обнаружения в Поросенковом логу останков молодой девушки и мальчика, идентифицированных позже как цесаревич Алексей и Мария. Генетическая экспертиза подтвердила первоначальные выводы. В июле 2008 года данную информацию официально подтвердил Следственный комитет при Прокуратуре РФ, сообщив, что экспертиза останков, найденных в 2007 году на старой Коптяковской дороге, установила: обнаруженные останки принадлежат великой княжне Марии и цесаревичу Алексею, являвшемуся наследником императора. Однако, группа известных генетиков (принимавших участие во всех этих ДНК-тестах) во главе с М.Коблом (Dr. Michael D. Coble) в результирующей статье в 2009 году пишут (раздел «Обсуждение», в переводе с английского):

Следует отметить, что получившие широкую огласку прения о том, останки Марии или Анастасии найдены во втором захоронении не могут быть урегулированы на основе результатов проведённого ДНК анализа. В отсутствие спецификации данных ДНК каждой из сестёр, мы можем окончательно идентифицировать только Алексея — только сына Николая и Александры.
А также, в разделе «Справочная информация» этой статьи (в комментарии к рис. S1):

Идентифицировать (останки) как именно Марию или именно Анастасию с помощью анализа ДНК не удалось.
Уголовное дело о гибели царской семьи официально закрыто.

## Лже-Анастасии

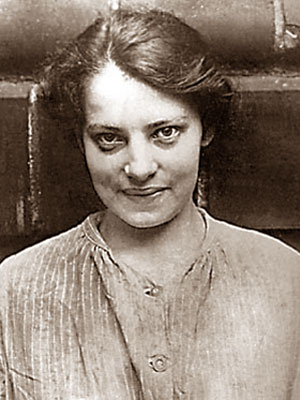
Самая известная из лже-Анастасий — Анна Андерсон

Слухи о том, что одной из царских дочерей удалось спастись — то ли убежав из дома Ипатьева, то ли ещё до революции, будучи подменённой на кого-то из прислуги, стали ходить среди русских эмигрантов почти сразу после расстрела царской семьи. Попытки ряда лиц использовать в корыстных целях веру в возможное спасение младшей княжны Анастасии привели к появлению свыше тридцати лже-Анастасий. Одной из наиболее известных самозванок стала Анна Андерсон, которая утверждала, что солдат по фамилии Чайковский сумел вытащить её раненой из подвала дома Ипатьева после того как увидел, что она ещё жива. Другую версию той же истории изложил бывший австрийский военнопленный Франц Свобода на суде, на котором Андерсон пыталась отстоять своё право именоваться великой княжной и получить доступ к гипотетическому наследству «отца». Свобода провозгласил себя спасителем Андерсон, причём, по его версии, раненая княжна была переправлена в дом «влюблённого в неё соседа, некоего Х.». Версия эта, впрочем, содержала достаточно много явно неправдоподобных деталей, например, о нарушении комендантского часа, что было немыслимо в тот момент, об афишах с объявлением о побеге великой княжны, якобы расклеенных по всему городу, и о повальных обысках, которые, по счастью, ничего не дали. Томас Хильдебранд Престон, бывший в указанное время генеральным консулом Великобритании в Екатеринбурге, отверг подобные измышления. Несмотря на то, что Андерсон до конца жизни отстаивала своё «царственное» происхождение, написала книгу «Я, Анастасия» и в течение нескольких десятков лет вела судебные тяжбы, окончательного решения при её жизни вынесено не было.
В 1995 и 2011 годах генетический анализ подтвердил уже имевшиеся предположения, что Анна Андерсон была на самом деле Франциской Шанцковской, рабочей берлинского завода, изготовлявшего взрывчатые вещества. До 2011 года считалось, что она была серьёзно ранена в результате несчастного случая на производстве (в 1916 году) и получила психический шок, от последствий которого не могла избавиться до конца жизни.
В 2011 году американцы Грэг Кинг и Пенни Уилсон опубликовали новое исследование об Анне Андерсон и Франциске Шанцковской — книгу «The Resurrection of the Romanovs: Anastasia, Anna Anderson, and the World’s Greatest Royal Mystery» (рус. Воскрешение Романовых: Анастасия, Анна Андерсон и самая большая королевская тайна в мире). В ней они утверждают, что, исследуя фабричные архивы, выяснили, что в результате несчастного случая на производстве (в 1916 году) Шанцковская получила лишь лёгкие (неглубокие, поверхностные) царапины на голове и конечностях, что никак не соответствует зафиксированным врачами глубоким увечьям за ухом, на теле и конечностях Анны Андерсон. Кроме того, Кинг и Уилсон не нашли свидетельств о том, что Шанцковская была рожавшей женщиной — в то время как медицинские карты Анны Андерсон указывают, что она родила ребёнка (в 1919 году). Хотя критики нашли в книге Кинга и Уилсон около 40 нестыковок, сами авторы в своей же книге пришли к выводу, что Анна Андерсон и Шанцковская были одним и тем же человеком.
Ещё одной лже-Анастасией выступила Евгения Смит (Евгения Сметиско), художница, выпустившая в США «мемуары» о своей жизни и чудесном спасении. Ей удалось привлечь значительное внимание к своей персоне и серьёзно подправить финансовое положение, спекулируя на интересе публики.
Слухи о спасении Анастасии подогревались известиями о поездах и домах, которые большевики обыскивали в поиске пропавшей княжны. Во время краткого заключения в Перми в 1918 году принцесса Елена Петровна, жена дальнего родственника Анастасии, князя Иоанна Константиновича, сообщила, что охрана приводила к ней в камеру девочку, которая назвала себя Анастасией Романовой, и спросила, была ли девочка дочерью царя. Елена Петровна ответила, что она не признала девочку, и охрана увела её. Один из историков считает более правдободобной другую версию. Восемь свидетелей сообщили о возвращении молодой женщины после очевидной попытки спасения в сентябре 1918 года на железнодорожной станции в Запасном пути 37, к северо-западу от Перми. Этими свидетелями был Максим Григорьев, Татьяна Сытникова и её сын Фёдор Сытников, Иван Куклин и Марина Куклина, Василий Рябов, Устина Варанкина и доктор Павел Уткин, врач, который осматривал девочку после инцидента. Некоторые свидетели опознали девочку как Анастасию, когда им показали фотографии великой княжны следователи Белой Армии. Уткин также сказал им, что травмированная девочка, которую он осматривал в штабе ЧК в Перми, сказала ему: «Я — дочь правителя, Анастасия».
В то же время в середине 1918 года было несколько сообщений о молодых людях в России, выдававших себя за спасшихся Романовых. Борис Соловьёв, муж дочери Распутина Марии, обманом выпрашивал деньги у знатных российских семей для якобы спасшегося Романова, на самом деле желая на вырученные деньги уехать в Китай. Соловьёв также нашёл женщин, согласных выдавать себя за великих княжон и тем самым способствовавших введению в обман.
Однако есть вероятность, что действительно один или несколько охранников могли спасти кого-то из выживших Романовых. Яков Юровский потребовал, чтобы охранники приехали в его контору и пересмотрели вещи, которые они украли после убийства. Соответственно был промежуток времени, когда тела жертв остались без присмотра в грузовике, в подвале и в коридоре дома. Некоторые охранники, которые не участвовали в убийствах и сочувствовали великим княжнам, по некоторым сведениям остались в подвале с телами.
В 1964—1967 годах во время дела Анны Андерсон венский портной Генрих Клейбенцетль (нем. Heinrich Kleibenzetl) свидетельствовал о том, что он якобы видел раненую Анастасию вскоре после убийства в Екатеринбурге 17 июля 1918 года. За девочкой ухаживала его домовладелица, Анна Баудин (англ. Anna Baoudin), в здании непосредственно напротив дома Ипатьева.
«Нижняя часть её тела была покрыта кровью, её глаза были закрыты, и она была бела как полотно», — свидетельствовал он. «Мы вымыли её подбородок, фрау Аннушка и я, затем она застонала. Кости, должно быть, были сломаны… Потом она открыла глаза на минуту». Клейбенцетль утверждал, что раненая девочка оставалась в доме его домовладелицы в течение трёх дней. Красноармейцы якобы приходили в дом, но знали его домовладелицу слишком хорошо и фактически не стали обыскивать дом. «Они сказали примерно так: Анастасия исчезла, но она не здесь, это наверняка». Наконец, красноармеец, тот же самый человек, который принёс её, приехал, чтобы забрать девочку. Клейбенцетль о её дальнейшей судьбе больше ничего не знал.
Последняя из лже-Анастасий, Наталья Билиходзе, умерла в 2000 году.
Вновь слухи оживились после выхода книги Серго Берии «Мой отец — Лаврентий Берия», где автор мимоходом вспоминает о встрече в фойе Большого театра с якобы спасшейся Анастасией, ставшей настоятельницей неназванного православного монастыря в Польше.
Слухи о «чудесном спасении», как будто поутихшие после того, как царские останки были подвергнуты научному изучению в 1991 году, возобновились с новой силой, когда в прессе появились публикации о том, что среди найденных тел отсутствовали одна из великих княжон (предполагалось, что это была Мария) и цесаревич Алексей. Однако, по другой версии, среди останков могло не быть Анастасии, которая была немногим младше сестры и почти так же сложена, поэтому ошибка в идентификации представлялась вероятной. На роль спасённой Анастасии на этот раз претендовала Надежда Иванова-Васильева, которая провела большую часть жизни в Казанской психиатрической лечебнице, куда она была определена Советской властью, якобы опасавшейся выжившей царевны.
Князь Дмитрий Романович Романов, праправнук Николая, подвёл итог многолетней эпопее самозванок:
Самозваных Анастасий на моей памяти было от 12 до 19. В условиях послевоенной депрессии многие сходили с ума. Мы, Романовы, были бы счастливы, если бы Анастасия, даже в лице этой самой Анны Андерсон, оказалась жива. Но увы, это была не она!
Дополнительными аргументами стали находка в том же урочище в 2007 году тел Алексея и Марии и антропологическая и генетическая экспертизы, подтвердившие, что спасённых среди царской семьи не было.
Однако, в феврале 2014 года академик РАН Вениамин Алексеев опубликовал новые данные о возможном происхождении Анны Андерсон и чудесном спасении Романовых.

## Канонизация

Икона Святой Мученицы Анастасии

Канонизация семьи последнего царя в чине новомучеников была предпринята Русской зарубежной церковью в 1981 году.
Подготовка к канонизации в России началась в 1991 году, когда были возобновлены раскопки в Ганиной яме. По благословению архиепископа Мелхиседека 7 июля в урочище был установлен Поклонный крест.
17 июля 1992 года прошёл первый архиерейский крестный ход к месту захоронения останков царской семьи.
Новый крест с киотом установило здесь Братство во имя Святых Царственных Мучеников.
В ночь на 17 июля 1995 года у креста была совершена первая Божественная литургия, проходящая теперь каждый год.
В 2000 году решение о канонизации приняла Русская православная церковь. В том же году по благословению патриарха было начато строительство мужского монастыря в честь царской семьи на Ганиной яме.
Надеемся, что строительство скита на месте уничтожения тел Царственных Страстотерпцев в Ганиной яме, где в скором времени тоже будет возноситься церковная молитва, изгладит последствия страшных преступлений, совершившихся на многострадальной уральской земле.
1 октября 2000 года архиепископ Екатеринбургский и Верхотурский Викентий заложил первый камень в основание будущей церкви в честь Святых Царственных Страстотерпцев. Монастырь построен в основном из дерева, в нём находятся семь основных церквей в частности — главный храм в честь святых царственных страстотерпцев, храм св. Серафима Саровского и др.

## Память
В её честь в 1902 году было названо село Анастасиевка Черноморской губернии.
В декабре 2010 года в честь Анастасии Романовой был назван приобретённый российской судоходной компанией St. Peter Line круизный паром — Princess Anastasia.
В Санкт-Петербурге возле храма Воскресения Христова у Варшавского вокзала стоит памятник семье Романовых.
В Екатеринбурге, был построен Храм на Крови на месте дома инженера Ипатьева, в котором содержались под арестом и были расстреляны в ночь на 17 июля 1918 года последний российский император Николай II, его семья и четверо слуг.
Компанией Fox Animation Studios в 1997 году был выпущен мультфильм Анастасия.

## В культуре
- Является персонажем ряда фильмов о жизни и смерти семьи Романовых.
- Является одним из протагонистов в компьютерной игре Assassin’s Creed Chronicles: Russia.
- Является главной героиней мультфильма Анастасия.
- Появляется в 9 серии 8 сезона сериала «Американская история ужасов», где сыграна Эмилией Арес.
- Великой княжне Анастасии Романовой посвящена вторая часть альбома «Ann» голландской метал-группы Ex Libris[англ.][69].
- Появляется в аниме Скитальцы.
- Является слугой класса Кастер в игре Fate/Grand Order
- Персонаж фильма «Анастасия: Однажды во времени» (Anastasia: Once Upon a Time)
- В телесериале «Моя Родина — это ты» была сыграна турецкой актрисой  Алиной Боз.
- Появляется в Hearts of Iron IV в качестве правителя монархической Польши. Данный путь доступен в дополнении No Step Back (Ни шагу назад).

## Киновоплощения
- 1971 — «Николай и Александра». В роли Анастасии Николаевны — Фиона Фуллертон.
- 2000 — «Романовы. Венценосная семья». В роли Анастасии Николаевны — Ольга Будина.

## Предки
Людвиг II Гессенский и Вильгельмина Баденская являлись родителями как принца Карла Гессенского, так и Марии Александровны, супруги императора Александра II. Впрочем, как считают биографы, во втором случае был лишь номинальным отцом, а биологическим являлся барон Август фон Сенарклен де Гранси, с которым с 1820 года сожительствовала Вильгельмина Баденская.

### Комментарии
1. ↑  На родине, впрочем, он имел репутацию шарлатана и даже преследовался по суду за врачебную практику без соответствующего образования.
2. ↑  Этот подарок был очень дорог для Анастасии. Она всегда брала её с собой во время поездок и, по воспоминаниям очевидцев, держала её при себе даже во время заключения в Ипатьевском доме.